# Casino Royale (Roman)
Casino Royale ist der erste Roman der James-Bond-Reihe des britischen Autors Ian Fleming und wurde 1953 veröffentlicht. Im Jahre 2006 wurde Casino Royale als Teil der offiziellen Eon-Filmreihe adaptiert, mit Daniel Craig als neuem James Bond.

## Handlung
Es ist das Jahr 1951, der sowjetische Agent Le Chiffre ist in Lebensgefahr: Er hat einen immensen Geldbetrag, den er von SMERSCH, dem Vorläufer des KGB, zur Unterwanderung französischer Gewerkschaften erhalten hat, durch ein fehlgeschlagenes Unterweltgeschäft verloren. Im Casino von Royale-les-Eaux wird er am 15. Juni versuchen, den fehlenden Betrag zurückzugewinnen. Der 29-jährige James Bond, der erst kürzlich den Doppelnull-Status „007“ erhalten hatte, erhält den Auftrag, gegen Le Chiffre zu spielen und ihn so kaltzustellen.
Zu seiner Unterstützung wird ihm Vesper Lynd, eine attraktive Agentin des MI6, zur Seite gestellt, mit der Bond zu flirten beginnt. Bond gelingt es, mit finanzieller Unterstützung des etwa 35-jährigen CIA-Agenten Felix Leiter und René Mathis vom Deuxième Bureau, Le Chiffre in einem riskanten Baccara-Spiel finanziell zu ruinieren. Daraufhin wird Vesper vor Bonds Augen von Le Chiffre entführt. Bei der halsbrecherischen Verfolgungsjagd verliert Bond die Kontrolle über seinen Wagen und Le Chiffre kann den bewusstlosen Bond in seine Villa verschleppen.
Dort versucht Le Chiffre, das Geldversteck aus Bond herauszupressen. Nach stundenlanger Folter ist Bond am Ende und wird mit Kastration bedroht, als ein SMERSCH-Agent auftaucht. Er hat den Auftrag, Le Chiffre für seine Geldunterschlagung hinzurichten, lässt Bond aber am Leben, da sein Auftrag nicht das Eliminieren feindlicher Agenten beinhaltet. Allerdings ritzt er Bond mit einem Messer den kyrillischen Buchstaben „Ш“ (шпион, shpion, Spion) auf den Handrücken. Bond soll als Spion gekennzeichnet bleiben. Daher trägt Bond seit diesem Vorfall Spuren einer Hautverpflanzung auf der Hand. Kurze Zeit später werden Bond und Lynd von Mathis gefunden, und Bond bleibt zur Genesung unter ärztlicher Aufsicht. Hier erfährt der Leser von Bonds früheren Fällen und den Zweifeln, die er jetzt bezüglich seiner Arbeit hat. Er beabsichtige, den Dienst zu quittieren.
Im Anschluss erholt sich Bond mit Vesper in einem abgelegenen Strandhotel von der Folter. Der eingefleischte Junggeselle Bond möchte ihr einen Heiratsantrag stellen. Er ist sich darüber im Klaren, dass er seinen Dienst quittieren muss, damit sie beide eine gemeinsame Zukunft haben, und ist auch zu diesem Schritt bereit. Doch bevor er seinen Plan in die Tat umsetzen kann, bringt Vespers undurchsichtiges Verhalten ihre Beziehung ins Wanken. Ein Hotelgast erscheint ihr als ein Mann, der ihnen schon vorher gefolgt war, und Bond bemerkt, dass sie hinter seinem Rücken telefoniert hat, was sie allerdings leugnet. Nach einer scheinbaren Aussöhnung begeht Vesper dann überraschend Selbstmord. Aus ihrem Abschiedsbrief ergibt sich, dass sie als Doppelagentin des MWD beauftragt war, Bonds Plan scheitern zu lassen. Die gesamte Entführungsszene war inszeniert, doch da sie sich in Bond verliebt hatte, brachte sie die Folter dazu, ihren Auftrag aufzugeben. Hierdurch wurde sie zum Ziel sowjetischer Agenten. Verbittert wendet sich Bond wieder seiner Arbeit zu. Dabei setzt er sich das Ziel, alle SMERSCH-Agenten zu eliminieren, damit nicht weitere Menschen dasselbe Schicksal ereilt wie Vesper. Die Motivation hat auch einen großen Einfluss auf das Handeln Bonds in den folgenden Romanen. Das Buch endet mit Bonds getrübten Erinnerungen an Vesper und dem Satz „Das Miststück ist tot!“

## Deutsche Fassung
Das Buch wurde erst 1960 beim Ullstein Taschenbuchverlag veröffentlicht, übersetzt von Günter Eichel. Wie damals üblich kürzte der Verlag die Geschichte so, dass man es als Taschenbuch zum Preis von 2,20 DM anbieten konnte. Auch wurden antideutsche Passagen herausgenommen und für damalige Verhältnisse Unverständliches umgangen. Kritiker bemängelten diese Verfälschungen. Ab September 2012 veröffentlichte der Verlag Cross Cult anlässlich des 50-jährigen Jubiläums der Filmreihe alle Romane chronologisch in einer ungekürzten Neuübersetzung von Stephanie Pannen und Anika Klüver. Erstmals sind die Bücher mit den originalen Kapitelabschnitten und -überschriften auf Deutsch erhältlich.

## Verfilmungen
Die Geschichte wurde dreimal verfilmt:
- 1954: Casino Royale, dritte Folge der CBS-Anthologie-Serie Climax! mit Barry Nelson als James „Jimmy“ Bond
- 1967: Casino Royale, Parodie mit David Niven,  Peter Sellers und weiteren als James Bond
- 2006: Casino Royale, 21. offizieller James-Bond-Film unter der Regie von Martin Campbell mit Daniel Craig als James Bond

Gerade zum Ende des Buches wird deutlich, dass sich der Bond der Leinwand von Flemings Bond unterscheidet. Der Bond der Romane ist bedeutend feinfühliger und macht sich in Casino Royale sogar Gedanken darüber, wieso er eigentlich auf der richtigen Seite stehen und der Gegner automatisch Bestandteil der falschen Seite sein sollte. Auch wenn gerade in den ersten Verfilmungen versucht wurde, nah an den Büchern zu bleiben, sind von Anfang an Unterschiede auszumachen. So kommt der Bond der Bücher fast ganz ohne die Spielereien von Q aus. Selbst wenn Bond diese Gimmicks erhält, sind es nie explodierende Kugelschreiber, bewaffnete Autos oder Uhren mit eingebautem Laser. Es gibt zumindest im ersten Band auch keinen größenwahnsinnigen Bösewicht, vor dem Bond die Welt retten muss, die etwa von gestohlenen Atomsprengköpfen bedroht wird.
Die Welt, die Ian Fleming zeichnet, ist, abgesehen von einigen exotischen Spielereien wie Riesenkraken, im Großen und Ganzen realistischer als die Welt der Bond-Filme. In den Büchern wird deutlich, dass die Aufgaben eines Agenten brutal, anstrengend und psychisch belastend sind. Diese Arbeit macht Bond zwar auch Spaß, lässt ihn aber nicht unberührt. Die Neuverfilmung von 2006 versucht, all dies mehr zu beachten, und nähert den Film-Bond in dieser Hinsicht mehr an das literarische Vorbild an.
Die Handlung des Romans spielt im fiktiven „Royale-les-Eaux“, den Fleming in der Normandie lokalisiert. Auch in Teilen des Romans Im Geheimdienst Ihrer Majestät ist „Royale-les-Eaux“ erneut Schauplatz. Die Verfilmungen nutzen aber andere Schauplätze: In Im Geheimdienst Ihrer Majestät spielen die Casinoszenen in Portugal, während das Casino in Casino Royale in Montenegro lokalisiert ist.